# Championnat de Jordanie de football 2010-2011
Navigation
Saison précédente Saison suivante
La saison 2010-2011 du Championnat de Jordanie de football est la soixante-deuxième édition du championnat de première division en Jordanie.
La compétition est disputée sous forme de poule unique où les douze meilleurs clubs du pays s'affrontent deux fois au cours de la saison, à domicile et à l'extérieur. En fin de saison, les deux derniers du classement sont relégués et remplacés par les deux meilleurs clubs de deuxième division.
C'est le club d'Al-Weehdat Club qui remporte la compétition après avoir terminé en tête du classement final, avec dix-sept points d'avance sur le tenant du titre, Al Faisaly Club et dix-huit sur Shabab Al-Ordon Club. C'est le douzième titre de champion de Jordanie de l'histoire du club, qui réussit même le doublé en s'imposant en finale de la Coupe de Jordanie face à Manshia Bani Hasan.

## Les clubs participants
| - Al-Weehdat Club - Al Yarmouk Amman - Al Hussein Irbid - Shabab Al-Ordon Club - Al Jazira Amman - Al Ramtha SC | - Manshia Bani Hasan - Promu de D2 - Al-Faisaly Club - Al Buqa'a - Al Arabi Irbid - Al-Ahli Amman - Promu de D2 - Kfarsoum SC |

## Compétition
Le barème utilisé pour établir le classement est le suivant :
- Victoire : 3 points
- Match nul : 1 point
- Défaite : 0 point

### Classement
| Rang | Équipe               | Pts | J  | G  | N | P  | Bp | Bc | Diff |
| ---- | -------------------- | --- | -- | -- | - | -- | -- | -- | ---- |
| 1    | Al-Weehdat ClubC     | 51  | 20 | 16 | 3 | 1  | 42 | 16 | +26  |
| 2    | Al Faisaly ClubT     | 34  | 20 | 9  | 7 | 4  | 26 | 19 | +7   |
| 3    | Shabab Al-Ordon Club | 33  | 20 | 9  | 6 | 5  | 38 | 26 | +12  |
| 4    | Al Buqa'a            | 31  | 20 | 8  | 7 | 5  | 34 | 28 | +6   |
| 5    | Manshia Bani HassanP | 27  | 20 | 7  | 6 | 7  | 25 | 26 | -1   |
| 6    | Al Yarmouk Amman     | 26  | 20 | 7  | 5 | 8  | 32 | 31 | +1   |
| 7    | Al Ramtha SC         | 23  | 20 | 6  | 5 | 9  | 16 | 24 | -8   |
| 8    | Al-Jazira Amman      | 22  | 20 | 6  | 4 | 10 | 26 | 33 | -7   |
| 9    | Al Arabi Irbid       | 19  | 20 | 4  | 7 | 9  | 23 | 29 | -6   |
| 10   | Al Hussein Irbid     | 15  | 20 | 2  | 9 | 9  | 20 | 32 | -12  |
| 11   | Kfarsoum SC          | 15  | 20 | 2  | 9 | 9  | 13 | 31 | -18  |
| 12   | Al-Ahli Amman exclu  | 0   | 0  | 0  | 0 | 0  | 0  | 0  | 0    |

|  | Qualification pour la Coupe de l'AFC 2012                                                |
|  | Participation au barrage de relégation                                                   |
|  | Relégation directe en deuxième division                                                  |
|  | T : Tenant du titre C : Vainqueur de la Coupe de Jordanie P : Promu de deuxième division |

### Matchs

#### Barrage de relégation
| Équipe 1    | Résultat | Équipe 2         |
| ----------- | -------- | ---------------- |
| Kfarsoum SC | 3 - 1    | Al Hussein Irbid |

## Bilan de la saison
| Championnat de Jordanie de football 2010-2011 |                             |
| Champion                                      | Al-Weehdat Club (12e titre) |
| Coupes et trophées                            |                             |
| Vainqueur de la Coupe de Jordanie 2010-2011   | Al-Weehdat Club             |
| Qualifications continentales                  |                             |
| Coupe de l'AFC 2012                           | Al-Weehdat Club             |
| Coupe de l'AFC 2012                           | Al Faisaly Club             |
| Promotions et relégations                     |                             |
| Promus en première division                   | That Ras                    |
| Promus en première division                   | Al Jalil                    |
| Relégués en deuxième division                 | Al-Ahli Amman               |
| Relégués en deuxième division                 | Al Hussein Irbid            |